# Louise d'Estournelles de Constant
Anne-Marie-Louise de Constant de Rebecque, dite Louise, devenue d'Estournelles de Constant de Rebecque, est une femme de lettres française née le 4 juin 1792 à Brevans dans le département du Jura et morte le 8 février 1860 à La Flèche dans la Sarthe. D'origine modeste, elle reçoit une solide éducation littéraire par l'intermédiaire de son demi-frère Benjamin Constant et rédige ses premières œuvres avant sa majorité.
Mariée à un officier militaire, elle vit et élève seule ses deux enfants. En 1830, elle s'installe à La Flèche où elle occupe la direction du bureau de poste. En parallèle, elle poursuit sa carrière littéraire et obtient une certaine reconnaissance avec son roman Deux femmes, préfacé par Charles Nodier, en 1836. Bien qu'écrivant tout au long de sa vie, sa production est assez modeste et son succès limité.
Elle est la grand-mère de Paul Henri Balluet d'Estournelles de Constant, prix Nobel de la paix en 1909.

## Biographie

### Jeunesse
Louise Constant de Rebecque naît le 4 juin 1792 à Brevans, dans le Jura. Née quatre ans après son frère Charles, elle est le deuxième enfant de Louis-Juste-Arnold Constant de Rebecque, un colonel suisse au service de la Hollande, et de Marianne Magnin. Elle est également la demi-sœur du député et romancier Benjamin Constant, que son père a eu de son premier mariage avec Henriette-Pauline de Chandieu-Villars, morte en couche. Marianne Magnin était d'ailleurs la servante du couple à cette époque.
À la naissance de Louise, la famille se trouve dans une situation financière précaire. Son père a quitté la Suisse et s'est installé dans le Jura après avoir perdu un procès contre l'autorité militaire qui lui reprochait de ne pas avoir réprimé la révolte des soldats de son régiment. Grâce à l'intervention de son demi-frère Benjamin, elle est confiée à mademoiselle Duchâteau, une pédagogue de Besançon, qui lui fournit une solide éducation littéraire. À ses côtés, Louise apprend le latin, l'anglais, l'allemand et l'histoire, et s'initie aux grands classiques de la littérature française et anglaise,. Dans cette même ville, elle est éduquée dans la foi protestante par le pasteur Ebray, tandis qu'elle fréquente parfois le cercle littéraire de la préfecture à l'invitation de Jean de Bry. Elle y fait notamment la connaissance du romancier Charles Nodier.
Son père meurt en 1812 et Louise, qui est encore mineure car âgée de vingt ans, est placée sous la protection du baron d'Éclans, un vieil ami de la famille. Auparavant, au printemps 1811, elle rencontre le neveu de ce baron, Charles-Philippe, avec qui elle envisage de se marier, mais ce dernier meurt subitement quelques mois plus tard. Ce drame est une source d'inspiration pour Louise qui rédige ses premiers poèmes et les fait publier dans le Journal des dames et des modes sous le pseudonyme d'Aliska.

### Premiers romans et mariage
Dès lors, Louise se consacre pleinement à la rédaction. En 1812, elle écrit son premier roman, Laure et Montalde, qu'elle ne publie pas mais qui inspire fortement sa deuxième œuvre, Alphonse et Mathilde. Séduit par le style de sa demi-sœur, Benjamin Constant transmet le texte à son éditeur parisien, Brisset-Thivars, qui décide de le publier quelques années plus tard, en 1819. Ce roman ne reçoit néanmoins qu'un écho très local et limité.
En 1816, Louise fait la rencontre à Dole, chez le docteur Roch, d'un officier en demi-solde, Claude-Louis Balluet d'Estournelles. Alors âgé de 44 ans, soit vingt de plus que Louise, il avait servi dans des régiments de hussards sous l'Empire avant d'être mis en non-activité à la Restauration. Il retrouve finalement une place de lieutenant-colonel dans la nouvelle armée du roi par l'intermédiaire de Benjamin Constant et le couple se marie à Besançon le 17 janvier 1817,. Dix mois plus tard, le 29 décembre, Louise donne naissance à leur premier enfant, Léonce.
Pour autant, le couple ne s'entend pas, comme le confie Louise dans ses notes : « Lorsque je porte un regard sur moi-même, que je compare ce que je suis et ce que j'étais il y a deux ans, j'ai pitié de moi-même. Grand Dieu, qu'ai-je donc fait de cette imagination rapide et brillant qui embellissait tous les objets, qu'ai-je donc fait de ce que je savais, des talents que j'avais acquis ? Je suis incapable de tout, rien n'a plus de charmes pour moi... Oh Dieu ! est-ce là l'ouvrage d'un seul homme ? ». Son caractère, rêveuse et mélancolique, s'oppose à celui de son mari. Par ailleurs, ce dernier continue de manifester une vive passion pour Napoléon Ier malgré sa réintégration dans l'armée, tandis que Louise éprouve des sentiments royalistes. Elle le suit un temps dans sa garnison à Perpignan mais revient vite s'installer à Brevans et reprend l'écriture. Entre 1819 et 1821, elle rédige Pascaline, un roman fortement inspiré de sa situation dans lequel l'héroïne se lamente de ne peut vivre le véritable amour qu'elle rencontre trop tard, après son mariage et la naissance de son enfant. Le roman est édité à Paris, chez Villet, mais comme le précédent, ne connaît qu'un écho limité. La presse locale, notamment les Petites Affiches de l'Arrondissement de Dole, y consacre quatre articles consécutifs dans lesquels il juge sévèrement le texte, reprochant à son auteur d'ignorer les convenances mondaines et l'immoralité de ses personnages. Louise développe ensuite le même thème dans un autre roman Félix, qui se teint de noirceur en décrivant la vie de débauche que mène à Paris le personnage principal. Le texte reste cependant à l'état de manuscrit et n'est pas publié.
En 1823, Louise rompt d'avec son mari et élève seul son enfant. Pour autant, la séparation n'est pas officielle et Claude-Louis revient parfois à leur domicile. Louise et son enfant s'installent à Dole en 1827 puis à Poligny l'année suivante, où naît le second fils du couple, Arnold. Ce dernier, frappé par une épidémie de rougeole, meurt deux ans plus tard.

### Installation à La Flèche
En bénéficiant notamment de l'intervention de son oncle Benjamin Constant, Léonce entre en internat à l'École royale militaire de La Flèche à la fin de l'année 1829 pour y poursuivre ses études secondaires. Soucieuse de rester proche de son enfant, Louise s'y installe au début du mois de juin 1830 et devient directrice de la poste locale. Elle y fait la connaissance de l'auteur dramatique Casimir Bonjour, nommé directeur des études de l'École royale. L'amitié qu'ils nouent est si forte que la rumeur locale leur prête une relation amoureuse jusqu'à la nomination de Bonjour à Paris en 1832.
En 1834, l'entrée de Léonce à Polytechnique, déjà mise à mal par les résultats médiocres qu'il obtient tout au long de sa scolarité, est compromise par son arrestation pour avoir pris part à l'insurrection républicaine du 14 avril qui conduit au Massacre de la rue Transnonain. Quelques mois plus tard, sa mère l'inscrit à l'École des Eaux et Forêts d'Angers.
En parallèle, Louise occupe notamment son temps libre à La Flèche en organisant des loteries en faveur des plus pauvres, dans une salle mise à disposition par la cure de Saint-Thomas tous les deuxièmes dimanches du mois. Elle accueille également chez elle les élèves internes de l'École royale dont les familles sont trop éloignées pour leur rendre visite,. La notion de service qui lui tient particulièrement à cœur la pousse aussi à faire jouer ses relations pour permettre à une jeune romancière mancelle, Louise Touchard, avec qui elle entretient une relation épistolaire, de faire éditer ses premières œuvres. Bien que la Société philanthropique et littéraire de La Flèche soit fermée aux femmes, Louise entretient une relation amicale et nourrie avec son fondateur, Jean-François Philippe de Neufbourg. Elle demeure aussi en contact avec la société littéraire parisienne par l'intermédiaire de son amie fléchoise Maria Textor, et notamment avec Charles Nodier, qu'elle avait connu à Besançon dans sa jeunesse et désormais directeur de la Bibliothèque de l'Arsenal à Paris où il tient un salon renommé, ou encore avec la romancière Fanny Tercy.

### Reconnaissance nationale et œuvres plus discrètes
Ainsi secondée par ses relations, Louise se consacre de nouveau à l'écriture et les années 1835 et 1836 sont pour elle très fécondes. Elle rédige Fatalité, un roman qu'elle ne publie pas, puis Deux femmes, qui lui apporte la reconnaissance de plusieurs quotidiens nationaux. Ce roman est préfacé par Charles Nodier qui l'invite à Paris pour une durée de trois semaines. Au cours de ce voyage, elle fréquente assidûment le salon de l'Arsenal et assiste à une représentation de la pièce Angelo, tyran de Padoue, de Victor Hugo, au Théâtre-Français. Si ses revenus de directrice de la poste la contraignent à dépenser peu d'argent, l'émerveillement que lui procurent les boutiques de l'avenue des Champs-Élysées, du passage de l'Opéra ou de la rue de la Chaussée-d'Antin sont une source d'inspiration pour deux autres de ses romans, Le Lépreux et le monde ou Rêve et Réveil et Causerie d'hiver.
Louise souhaite alors s'établir en région parisienne et sollicite plusieurs postes, comme à Saint-Denis en 1835, Choisy-le-Roi en 1839, Rambouillet en 1842 ou encore Étampes en 1845, à chaque fois sans succès. Dans les années qui suivent, à La Flèche, elle cherche à quitter son bureau de poste pour tenir un bureau de tabac ou un bureau de timbres, là aussi en vain. Sur le plan littéraire, à travers ses dernières œuvres, Louise ne peut retrouver le succès de Deux femmes. Elle souffre de la monotonie de son quotidien et le manifeste notamment dans la correspondance qu'elle entretient avec sa belle-sœur : « Y a-t-il des troubles dans votre région ? Ici, dans notre tranquille pays, on ne fait de bruit que pour manger et l'on ne fait la guerre qu'aux vivres, ce qui ne devient jamais sanglant que pour les pigeons et les poulets. »
En 1859, son fils Léonce meurt à son tour. Louise décide de se consacrer aux orphelins et entreprend plusieurs voyages à Paris qui fragilisent sa santé. Elle meurt le 8 février 1860 à son domicile de la Grande-Rue, à La Flèche, puis est inhumée au cimetière Saint-Thomas.

## Œuvres, analyse et réception
L'œuvre de Louise d'Estournelles de Constant est très largement inspirée de sa propre vie, ce que rappelle l'un de ses biographes, Claude Petit, en soulignant « l'unité de la femme et de son œuvre ». L'échec de son mariage la plonge dans un état de désillusion qui transparaît dès lors dans ses romans : plusieurs d'entre eux décrivent des unions mal associées qui conduisent l'héroïne au désarroi. Dans ses écrits, les femmes apparaissent le plus souvent comme des victimes, les hommes comme des bourreaux. Ainsi en fait-elle le portrait, dans son roman le plus célèbre, Deux femmes, « Les affections tiennent si peu de place et surtout une place si secondaire dans leur vie qu'ils ne croient ni à leur force ni à leur sincérité ; ils ne croient surtout pas à leur constance qui les condamnerait si cruellement ! »